# Вулиця Січових Стрільців (Прилуки)
Вулиця Січових Стрільців — одна з вулиць Прилук, розташована у південно-східній частині міста. Має довжину 875 м, з твердим покриттям.

## Назва
Вулиця названа на честь Січових Стрільців — української військової формації доби радянсько-української війни.

## Історія
До 2015 року вулиця Січових Стрільців мала назву вулиця Островського.

## Розташування
Пролягає від вулиці Пирятинської (№ 53, 55) на північний схід до вулиці Гвардійської (№ 82), паралельно вулиці Залізничній, перетинає вулиці Льва Толстого, Лесі Українки, Івана Мазепи.

## Будівлі, споруди, місця
Вулиця Січових Стрільців забудована приватними житловими будинками. Закінчується № 56, 61.
На вулиці розміщене Автотранспортне підприємство АТП 17407 (№ 19а). З вулиці Січових Стрільців є в'їзд на ринок (між буд. № 25-27).